# Sveriges ridderskap och adel
Sveriges ridderskap och adel, även under metonym Riddarhuset, är en svensk korporation (sammanslutning) bestående av den introducerade adeln i Sverige, bildad 1866 efter ståndsriksdagens avskaffande genom representationsreformen. Sveriges ridderskap och adel har sitt säte i Riddarhuspalatset på Riddarhustorget i Gamla stan i Stockholm (uppfört 1641–1674).
Sveriges ridderskap och adel samlas formellt vart tredje år till adelsmöte (årsmöte) i Riddarhuspalatset, där varje släkt har en röst genom en släktrepresentant på plats. År 2013 fanns 692 levande adliga ätter registrerade och publicerade i Adelskalendern. Närmare 3 000 adliga namn med vapenplåtar introducerades på Riddarhuset under ca 350 års tid.
Riddarhuset leds av Riddarhusdirektionen (styrelsen) samt drivs av Kansliet med Riddarhussekreteraren (VD) som högste tjänsteman.
Sammanslutningen värnar ett historiskt arv och har under seklernas lopp dokumenterat en världsunik genealogisk samling (släkthistoria), vilket arbete leds av riddarhusgenealogen. Ett större ackumulerat värdepappersinnehav medger arkivsamlingen samt underhåll av palatset, utdelande av stipendier för i huvudsak dess studerande ättemedlemmar och därtill välgörenhet och kulturbidrag.
Riddarhusets motto, inskrivet i dess sigill, är Arte et Marte. Det är även namnet på dess medlemstidskrift som utkommer två gånger per år till medlemmarna samt till änkor efter avlidna adelsmän. Tidskriftens redaktör var under en period Magdalena Ribbing.

## Historik
Med representationsreformen och införandet av tvåkammarriksdag 1866 förlorade Riddarhuset ställningen som riksstånd, men adeln förblev i enlighet med den så kallade riddarhusordningen ett särskilt reglerat rättssubjekt och den svenske kungens rätt att nyadla bestod till och med införandet av 1974 års regeringsform (även om detta inte tillämpades efter Sven Hedins adlande 1902).    
Fram till den 1 juli 2003 hade riddarhusordningen ställning som officiell författning, vilket innebar att ändringar i densamma skulle godkännas av regeringen. Detta i kombination med att den obsoleta Ridderskapets och adelns privilegier (SFS 1723:1016) formellt upphävdes innebar att all reglering av adeln och dess särställning försvann. Riddarhuset är således sedan år 2003 ej längre en offentligrättslig korporation. Däremot kvarstår riddarhuset som en privat förening, en privaträttslig korporation, samägd av den introducerade svenska adeln, uppdelad på 692 ännu levande ätter med sammanlagt cirka 27 000 registrerade medlemmar. Riddarhusordningen kan nu ändras av adelsmötet, och behöver således inte godkännas av regeringen, och är heller inte längre en officiellt författning.
Sedan 1990 är Sveriges riddarhus medlem av CILANE.

## Ekonomi

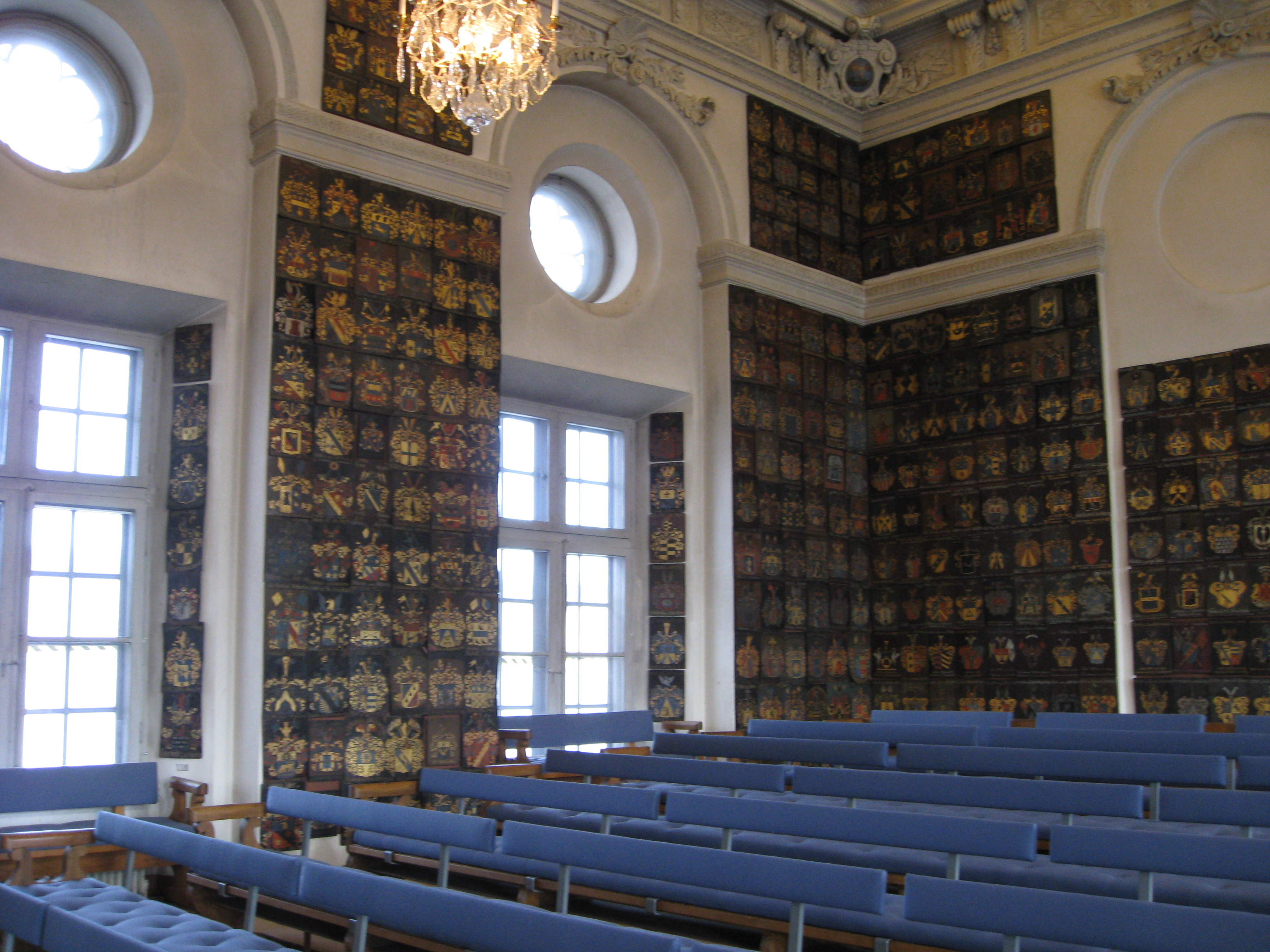
Medlemmarnas vapensköldar i Riddarhussalen i Riddarhuspalatset, Stockholm.

Utöver Riddarhuspalatset i Stockholm äger och förvaltar Sveriges ridderskap och adel ett antal svenska byggnader och jordegendomar, huvudsakligen förvärvade genom arv och donationer. Dessa är Löfstad slott utanför Norrköping och Kronovalls slott i Skåne, herrgårdarna Föllingsö, Stjärnevik och Hornsberg i Kinda samt skogsegendomen Mellbyn i Värmland och jordbruksegendomen Apelås nära Lidköping.
Riddarhusdirektionen förvaltar cirka 300 stiftelser, där delar av avkastning delas ut genom stipendier till studerande samt äldre, behövande ättemedlemmar. Därtill delas stipendier ut till personer och projekt inom kultur, genealogi, heraldik. Huvuddelen av stiftelserna har sitt kapital i värdepapper förutom de fem så kallade domänstiftelserna där stiftelsekapitalet utgörs främst av fast egendom. Dessa fem är:
- Emilie Pipers stiftelse (Löfstad slott)
- Erik och Agelica Sparres stiftelse (Kronovalls slott)
- O G Paulis donationsfond
- Stiftelsen Berghmanska fonden
- Stiftelsen fröken Hanna Roos af Hjelmsäters testamentsfond